# Rejon charkowski
Rejon charkowski (ukr. Харківський район) – rejon na Ukrainie, w obwodzie charkowskim, z siedzibą w Charkowie. Jego powierzchnia wynosi 3222,5 km², zaś liczba ludności wynosi 1 729 049 osób.
Rejon graniczy z Rosją.
Rejon składa się z 15 hromad terytorialnych:
- 5 miejskich:
  - Charków(inne języki)
  - Lubotyn(inne języki)
  - Dergacze(inne języki)
  - Merefa(inne języki)
  - Piwdenne(inne języki)
- 7 sełyszcznych(inne języki):
  - Bezludiwka(inne języki)
  - Wysokyj(inne języki)
  - Mała Daniłiwka(inne języki)
  - Sołonicziwka(inne języki)
  - Nowa Wodołaha(inne języki)
  - Pisoczyn(inne języki)
  - Rohań(inne języki)
- 3 wiejskie:
  - Wilchiwka(inne języki)
  - Łypci(inne języki)
  - Cyrkuny(inne języki)

Rejon został utworzony 19 lipca 2020 roku decyzją Rady Najwyższej z 17 lipca 2020 roku o przeprowadzeniu reformy administracyjno-terytorialnej Ukrainy. W jego skład weszły dotychczasowe rejony:
- rejon charkowski
- rejon dergacki
- rejon nowowodołazki (północna część)
- Charków (dotychczas miasto wydzielone)
- Lubotyn (dotychczas miasto wydzielone)